# Seznam rožňavských biskupů

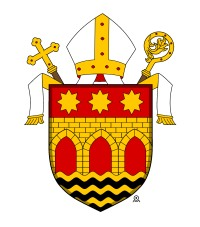
Znak rožňavské diecéze

Toto je úplný seznam sídelních biskupů rožňavské diecéze.

## Biskupové
1. Anton Révay (1776-1780)
2. Anton Andrássy (1780-1799)
3. František Szányi (1801-1810)
4. Ladislav Eszterházy (1810-1824)
5. František Lajčák (1825-1827)
6. Ján Krstiteľ Scitovszky (1828-1839)
7. Dominik Zichy (1840-1842)
8. Vojtech Bartakovič (1844-1850)
9. Štefan Kollárčik (1850-1869)
10. Juraj Schopper (1872-1895)
11. Ján Ivánkovič (1896-1904)
12. Lajos Balás (1905-1920)
13. Jozef Čársky (1925)
14. Michal Bubnič (1925-1945)
15. Róbert Pobožný (1949-1972)
16. Eduard Kojnok (1990-2008)
17. Vladimír Filo (2008-2015; 2002-2008 biskup koadjutor)
18. Stanislav Stolárik (od 2015)